# Gencsy Sári
Gencsy Sári (Ohat vagy Debrecen, 1919. augusztus 16. vagy 1929. augusztus 16. – Budapest, 2008. május 6.) opera-énekesnő (szoprán).

## Élete
Ének- (Hoór Tempis Erzsébet) és zongoratanulmányait Debrecenben kezdte. Az 1944–45-ös évadban operettekben szerepelt szülővárosa színházában. Ezután Budapesten folytatta képzését a Zeneakadémián, Makay Mihály növendékeként. 
Az Operaházban 1948-ban debütált az egyik koszorúslány szerepében Mozart Figaro házassága című operájában. Elsősorban koloratúrszoprán és szubrett szerepeket énekelt. 
A színpadtól 1975-ben vonult vissza. Nyugalomba vonulása után szinte haláláig a Színház- és Filmművészeti Egyetem énektanáraként tevékenykedett. Hangját néhány operafelvétel mellett számos operett- és nótafelvétel is őrzi. 
Hamvai egyetlen fia 2019-es haláláig Solymáron nyugodtak, azt követően a távolabbi rokonság gondoskodott elhelyezésükről.

## Díjai
- Érdemes művész (1973)
- Szocialista Kultúráért érdemérem (1985)

## Főbb szerepei

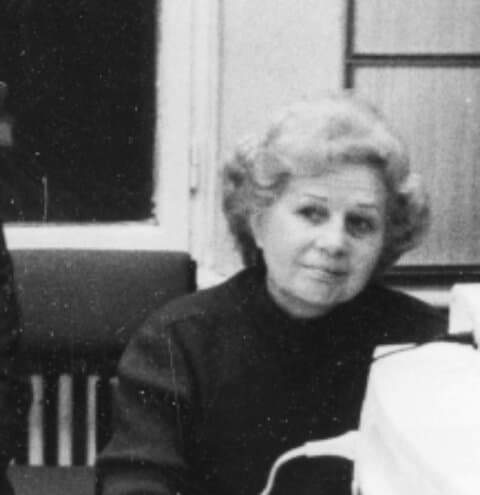
A Magyar Rádió stúdiójában, 1975-ben

- Eugen d’Albert: Hegyek alján – Nuri
- Delibes: Lakmé – címszerep
- Erkel Ferenc: Bánk bán – Melinda
- Donizetti: Lammermoori Lucia – Lucia
- Goldmark Károly: Sába királynője – Asztarót
- Kacsóh Pongrác: János vitéz – Iluska, A francia királykisasszony
- Mozart: Don Giovanni – Zerlina
- Mozart: Szöktetés a szerájból – Blonde
- Mozart: Figaro házassága – Első lány
- Mozart: A varázsfuvola – Első fiú
- Otto Nicolai: A windsori víg nők – Anna
- Polgári Tibor: A kérők – Máli
- Gioachino Rossini: Ory grófja – Marianne grófné
- Ifj. Johann Strauss: A cigánybáró – Arzéna
- Ifj. Johann Strauss: A denevér – Adél
- Eugen Suchoň: Örvény – Pásztorfiú
- Verdi: Traviata – Violetta Valéry
- Verdi: Rigoletto – Gilda
- Richard Wagner: Tannhäuser – Pásztorfiú

## Magyar Rádió
- Kemény Egon – Képes Géza: Zengj új világ! Dalciklus, 1951 Gencsy Sári, Szabó Miklós, a Rádiózenekart Vincze Ottó vezényelte, közreműködött a Földényi kórus
- Kemény Egon – Romhányi József: Vidám Balaton Dalciklus, 1951 Gencsy Sári, Szabó Miklós, Bencze Miklós, az operai zenekart Vincze Ottó vezényelte, közreműködött a Földényi kórus (Hanglemez is)
- Kemény Egon – Romhányi József: Órakeringő Koloratúr dalkeringő, 1952 Gencsy Sári, a Rádiózenekart Vincze Ottó vezényelte, közreműködött a Földényi kórus
- Kemény Egon – Romhányi József: Szél, könnyű szél... Koloratúr dalkeringő, 1952 Gencsy Sári, a Rádiózenekart Vincze Ottó vezényelte, közreműködött a Földényi kórus
- Kemény Egon – Kristóf Károly: Boldog új élet, boldog új évet! Szilveszteri nagykeringő Gencsy Sári, a Rádiózenekart (52 tagú) Vincze Ottó vezényelte, közreműködött a Földényi kórus